# Anthurium chocoense
Anthurium chocoense är en kallaväxtart som beskrevs av Thomas Bernard Croat. Anthurium chocoense ingår i släktet Anthurium och familjen kallaväxter. Inga underarter finns listade.